# Capitoli Wikimedia
     capitoli esistenti
     capitoli approvati, ma non ancora fondati
     capitoli la cui creazione è stata pianificata
     capitoli proposti in discussione

I capitoli Wikimedia:
capitoli esistenti
capitoli approvati, ma non ancora fondati
capitoli la cui creazione è stata pianificata
capitoli proposti in discussione

I capitoli Wikimedia sono organizzazioni non-profit nazionali o sub-nazionali create per promuovere gli interessi dei progetti Wikimedia, come Wikipedia, localmente. I capitoli sono giuridicamente indipendenti dalla Wikimedia Foundation tramite la stipula di un "accordo dei capitoli" (Chapters Agreement) con la Fondazione dopo l'accettazione da parte della Commissione affiliazioni (Affiliations Committee), precedentemente conosciuta come "Commissione capitoli" (Chapters Committee) e non hanno alcun controllo sui siti della Fondazione, nemmeno su quelli delle lingue parlate nel territorio di riferimento. I capitoli, spesso in collaborazione fra loro, organizzano conferenze regionali, iniziative di sensibilizzazione ed eventi globali come Wikimania. Ad agosto 2019 vi sono 40 capitoli Wikimedia riconosciuti.

## Storia
Il primo capitolo ad essersi costituito è stato Wikimedia Germania, a giugno 2004, non molto dopo la creazione di Wikimedia Foundation stessa, che risale a giugno 2003. Nell'anno successivo, sono stati fondati Wikimedia Francia (ottobre 2004) e Wikimedia Italia (giugno 2005).
Nel 2009, con Wikimedia New York City, è stato approvato il primo capitolo sub-nazionale, seguito nel 2011 da Wikimedia DC.
Nel 2012 il consiglio della Wikimedia Foundation ha rivisto questo modello, prevedendo, oltre ai capitoli locali, tre nuovi modelli di affiliazione: le organizzazioni tematiche, i gruppi di utenti e i cooperatori del movimento.
A seguito di questo cambiamento, la Commissione dei capitoli (Chapters Committee) ha cambiato denominazione in Commissione delle affiliazioni (Affiliations Committee) e le sue competenze sono state estese ai nuovi tipi di affiliazione.
Nel 2017 per la prima volta è stato terminato l'accordo di affiliazione con alcuni capitoli non più attivi. Questo ha portato il numero di capitoli riconosciuti da 41 a 37.
Nel 2019 è stato riconosciuto un nuovo capitolo (Wikimedia Corea) per la prima volta dopo cinque anni di pausa. Questo, insieme al successivo riconoscimento di Wikimedia Colombia e Wikimedia Thailandia, ha portato il numero di capitoli a 40.

## Elenco dei capitoli esistenti
| Area             | Nome                           | URL                   | Dal               |
| ---------------- | ------------------------------ | --------------------- | ----------------- |
| Argentina        | Wikimedia Argentina            | wikimedia.org.ar      | 1º settembre 2007 |
| Armenia          | Վիքիմեդիա Հայաստան             | wikimedia.am          | 26 marzo 2013     |
| Australia        | Wikimedia Australia            | wikimedia.org.au      | 1º marzo 2008     |
| Austria          | Wikimedia Österreich           | wikimedia.at          | 26 febbraio 2008  |
| Bangladesh       | Wikimedia Bangladesh           | wikimedia.org.bd      | 3 ottobre 2011    |
| Belgio           | Wikimedia Belgio               | wikimedia.be          | 8 ottobre 2014    |
| Canada           | Wikimedia Canada               | wikimedia.ca          | 24 maggio 2011    |
| Cile             | Wikimedia Chile                | wikimedia.cl          | 16 luglio 2011    |
| Rep. Ceca        | Wikimedia Česká republika      | wikimedia.cz          | 6 marzo 2008      |
| Colombia         | Wikimedia Colombia             | wikimediacolombia.org | 16 giugno 2019    |
| Corea del Sud    | Wikimedia Corea                | kr.wikimedia.org      | 24 aprile 2019    |
| Danimarca        | Wikimedia Danmark              | wikimedia.dk          | 3 luglio 2009     |
| Estonia          | Wikimedia Eesti                | et.wikimedia.org      | 31 agosto 2010    |
| Finlandia        | Wikimedia Suomi                | fi.wikimedia.org      | 21 settembre 2009 |
| Francia          | Wikimédia France               | wikimedia.fr          | 23 ottobre 2004   |
| Germania         | Wikimedia Deutschland          | wikimedia.de          | 13 giugno 2004    |
| Ungheria         | Wikimédia Magyarország         | wikimedia.hu          | 27 settembre 2008 |
| Indonesia        | Wikimedia Indonesia            | wikimedia.or.id       | 7 ottobre 2008    |
| Israele          | Wikimedia Israel               | wikimedia.org.il      | 26 giugno 2007    |
| Italia           | Wikimedia Italia               | wikimedia.it          | 17 giugno 2005    |
| Messico          | Wikimedia México               | mx.wikimedia.org      | 3 agosto 2011     |
| Paesi Bassi      | Wikimedia Nederland            | nl.wikimedia.org      | 27 marzo 2006     |
| Norvegia         | Wikimedia Norge                | no.wikimedia.org      | 23 giugno 2007    |
| Polonia          | Wikimedia Polska               | pl.wikimedia.org      | 18 novembre 2005  |
| Portogallo       | Wikimedia Portugal             | wikimedia.pt          | 3 luglio 2009     |
| Serbia           | Wikimedia Serbia               | rs.wikimedia.org      | 3 dicembre 2005   |
| Sudafrica        | Wikimedia South Africa         | wikimedia.org.za      | 27 febbraio 2012  |
| Spagna           | Wikimedia España               | wikimedia.org.es      | 7 febbraio 2011   |
| Svezia           | Wikimedia Sverige              | wikimedia.se          | 11 dicembre 2007  |
| Svizzera         | Wikimedia CH                   | wikimedia.ch          | 14 maggio 2006    |
| Thailandia       | Wikimedia Thailand             |                       | 14 giugno 2019    |
| Taiwan           | 台灣維基媒體協會               | wikimedia.tw          | 4 luglio 2007     |
| Ucraina          | Вікімедіа Україна              | ua.wikimedia.org      | 3 luglio 2009     |
| Regno Unito      | Wikimedia UK                   | wikimedia.org.uk      | 12 gennaio 2009   |
| Uruguay          | Wikimedia Uruguay              | wikimedia.uy          | 12 luglio 2013    |
| Venezuela        | Wikimedia Venezuela            | wikimedia.org.ve      | 4 ottobre 2011    |
| New York         | Wikimedia New York City        | nyc.wikimedia.org     | 12 gennaio 2009   |
| Washington, D.C. | Wikimedia District of Columbia | wikimediadc.org       | 12 settembre 2011 |

## Elenco dei capitoli non più esistenti
| Area               | Nome                  | URL                                                                | Dal               | Al                |
| ------------------ | --------------------- | ------------------------------------------------------------------ | ----------------- | ----------------- |
| Hong Kong          | 香港維基媒體協會      | wikimedia.hk                                                       | 1º marzo 2008     | 1º febbraio 2017  |
| Macao              | 澳門維基媒體協會      | wikimedia.org.mo                                                   | 24 aprile 2011    | 1º agosto 2017    |
| Macedonia del Nord | Викимедија Македонија | mk.wikimedia.org                                                   | 21 settembre 2009 | 10 settembre 2017 |
| Filippine          | Wikimedia Philippines | wikimedia.org.ph Archiviato il 13 maggio 2012 in Internet Archive. | 12 aprile 2010    | 1º marzo 2017     |
| India              | Wikimedia India       | wikimedia.in                                                       | 3 gennaio 2011    | 14 settembre 2019 |
| Russia             | Викимедиа РУ          | ru.wikimedia.org                                                   | 24 maggio 2008    | 19 dicembre 2023  |